# 프랑수아 조르주 피코
프랑수아 마리 드니 조르주피코(François Georges-Picot, 1870년 12월 21일 – 1951년 6월 20일)는 1915년 11월부터 1916년 3월까지 영국의 외교관 마크 사이크스 경과 사이크스–피코 협정을 협상했으며, 협정은 1916년 5월 16일에 서명되었다.
이것은 당시 이론적이었던 삼국협상의 승리 이후 오스만 제국 분할이 시작될 때 영국과 프랑스, 그리고 나중에 러시아와 이탈리아가 아랍 영토를 분할할 것을 제안하는 비밀 거래였다.

## 가족
조르주피코는 사학자 조르주 피코의 아들이자 발레리 지스카르 데스탱의 종조부이다. 그는 1897년 5월 11일 파리에서 마리 푸케와 결혼했다. 그들은 세 자녀를 두었다: 장 조르주피코(1898년 2월 26일 파리 출생), 엘리자베스 조르주피코(1901–1906), 시빌 조르주피코. 그의 종손녀 올가 조르주피코는 영화 자칼의 날에 출연했다.

## 생애

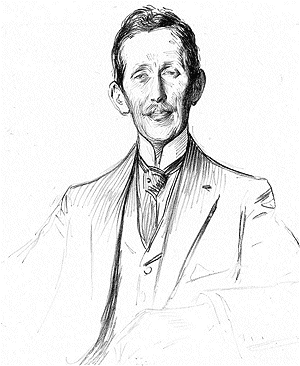
조르주피코의 그림

피코는 법학 학위를 취득하고 1893년 파리 항소법원의 변호사가 되었다. 그는 1895년 외교관이 되었고 1896년 정책국에 소속되었다. 그 후 코펜하겐 주재 대사관 서기관이 되었고, 베이징시로 간 후 제1차 세계 대전 직전에 베이루트 주재 프랑스 총영사로 임명되었다.
전쟁 발발 시, 그는 카이로로 가서 레바논의 마론파와 좋은 관계를 유지했다. 1915년 봄, 그는 외무부에 의해 파리로 소환되었다. 프랑스 식민지당의 일원으로서 그는 사이크스-피코 협정에서 프랑스의 시리아 및 레바논 위임통치를 지지하는 사람들을 옹호했으며, 현재의 튀르키예에 있는 알렉산드레타에서 시나이반도까지, 그리고 모술에서 지중해 연안까지의 "통합 시리아"를 원했다.
그는 1917년부터 1919년까지 팔레스타인 (지역)과 시리아의 고등판무관으로 임명되었고, 1919년 전권공사, 1920년 불가리아 공화국 고등판무관, 그리고 아르헨티나 주재 대사를 지냈다.

## 유산
대부분의 아랍 국가들은 1916년 아랍 지식인 처형을 주도한 그의 역할과 마크 사이크스 경과 함께 사이크스-피코 협정에서 핵심적인 역할을 한 것으로 인해 피코를 매우 부정적으로 본다.
파이살 1세 국왕은 조르주피코가 아랍 민족주의자들을 폭로하는 문서를 작성하여 지명된 사람들이 처형되게 한 전범으로 간주했다. 또한, 그는 프랑스 육군을 철수시켜 아르메니아인들을 무방비 상태로 만든 결과 아르메니아인 집단학살 동안 오스만 제국을 간접적으로 도왔다.

## 더 읽어보기
- 뱅상 클로아레, 앙리 로랑 Le Moyen-Orient au 20e siècle, Paris: Armand Colin (2003) pages 218–219 ISBN 2-200-26614-6